# Lostock Hall
Lostock Hall – wieś w Anglii, w hrabstwie Lancashire, w dystrykcie South Ribble. Leży 42 km na północny zachód od miasta Manchester i 301 km na północny zachód od Londynu. Miejscowość liczy 3948 mieszkańców.